# Бьонкур
Бьонку́р (фр. Bioncourt) — коммуна на северо-востоке Франции, регион Гранд-Эст (бывший Эльзас — Шампань — Арденны — Лотарингия), департамент Мозель. Относится к  кантону Шато-Сален.	

## Географическое положение
Бьонкур	расположен в 39 км к востоку от Меца. Соседние коммуны: Аттийонкур и Петтонкур на юго-востоке, Мазерюль и Брен-сюр-Сей на юге, на западе, Ланфруакур и Бе-сюр-Сей на северо-западе.

## История
- Бывшая деревня герцогства Лотарингия.
- Дал своё имя влиятельной семье в XV веке.
- В XVIII веке стал вотчиной Николя-Шарля, барона де Венсан, австрийского посла.

## Демография
По переписи 2007 года в коммуне проживало 311 человек.

## Достопримечательности
- Мавзолей барона де Венсан.
- Церковь Сен-Реми, неоготика, сооружена после 1920 года.